# Jardín Botánico de Deshaies
El jardín botánico de Deshaies (en francés: Jardin botanique de Deshaies) es un jardín botánico de 7 hectáreas ubicado en Deshaies, Basse-Terre, isla de Guadalupe. 
El código de identificación del Jardin botanique de Deshaies como  miembro del Botanic Gardens Conservation Internacional (BGCI), así como las siglas de su herbario es GUABT.

## Localización
Jardin botanique de Deshaies, Direction de l'Agriculture et de la Foret, 97109 Basse-Terre Deshaies, isla de Guadalupe (Francia), Francia.
Está abierto diariamente, cobrando una tarifa de admisión.

## Historia
De 1979 a 1986 fue el hogar del cómico francés Coluche, que previamente había sido poblado con plantas raras por Guy Blandin. 
Después de la muerte de Coluche en 1986, compró la finca, en 1991, Michel Gaillard dueño de un vivero, con la idea de crear un jardín botánico. 
El jardín botánico se abrió al público en 2001. 

## Colecciones
Actualmente (2009) el jardín botánico alberga más de 1000 especies distribuidas a lo largo de 1,5 kilómetros de senderos con 15 áreas diferenciadas, incluyendo :
- Arboretum con Araucaria, aguacates, baobab, bombax, árboles del pan, calliandra, jacaranda, y palmeras reales;
- Aviario, flamingos
- Colección de bambús; y banyan;
- Colección de cactus;
- Colección de helechos,
- Colección de bromelias, y plantas epífitas; ;
- Colección de hibiscus y bougainvillea;
- Colección de orquídeas;
- Palmetum;
- Estanque con lirios de agua, papiros, y plantas acuáticas; y una cascada artificial de 10 metros.

Algunos especímenes del "Jardin botanique de Deshaies".

Especímenes
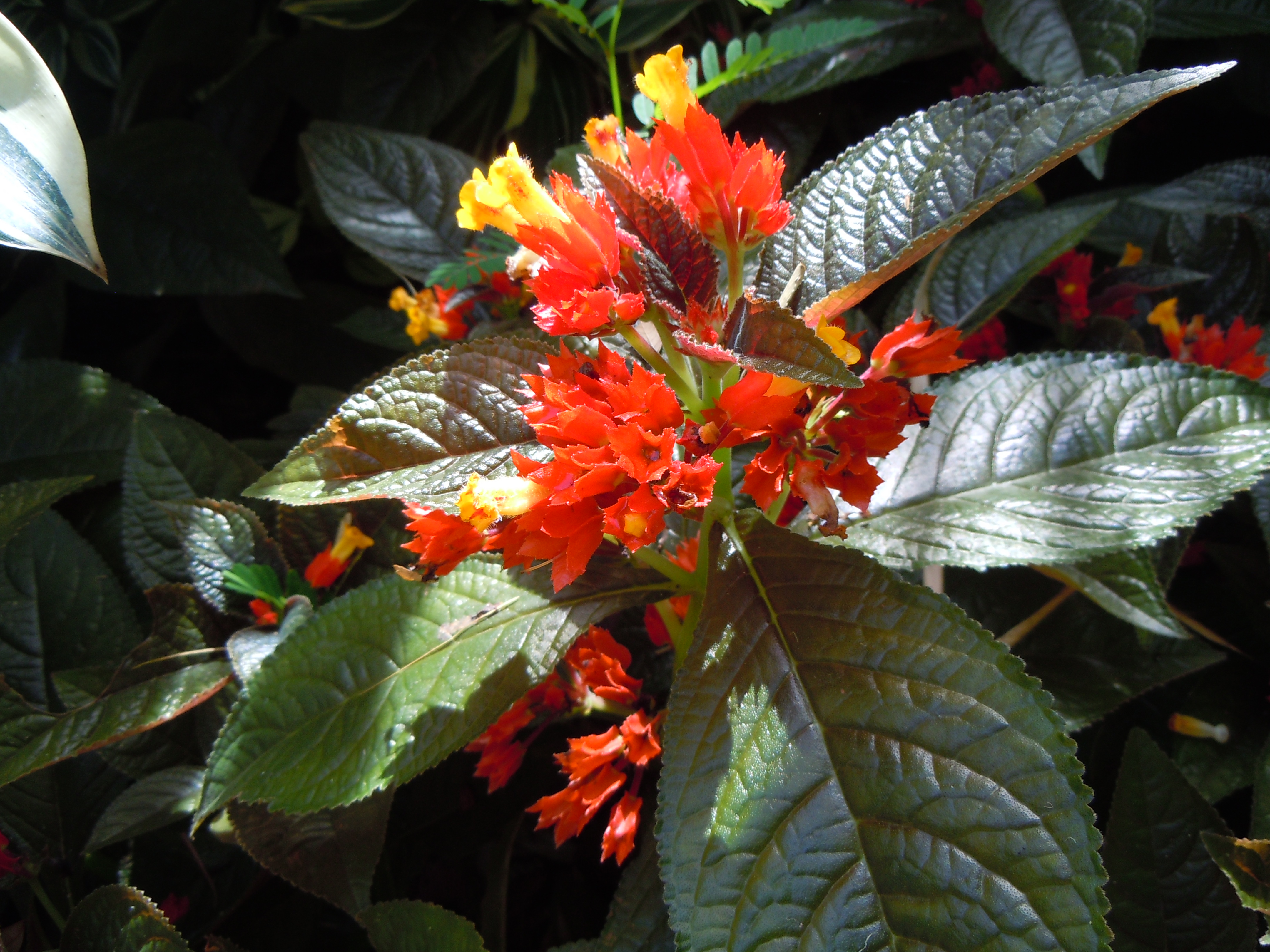
Chrysothemis pulchella
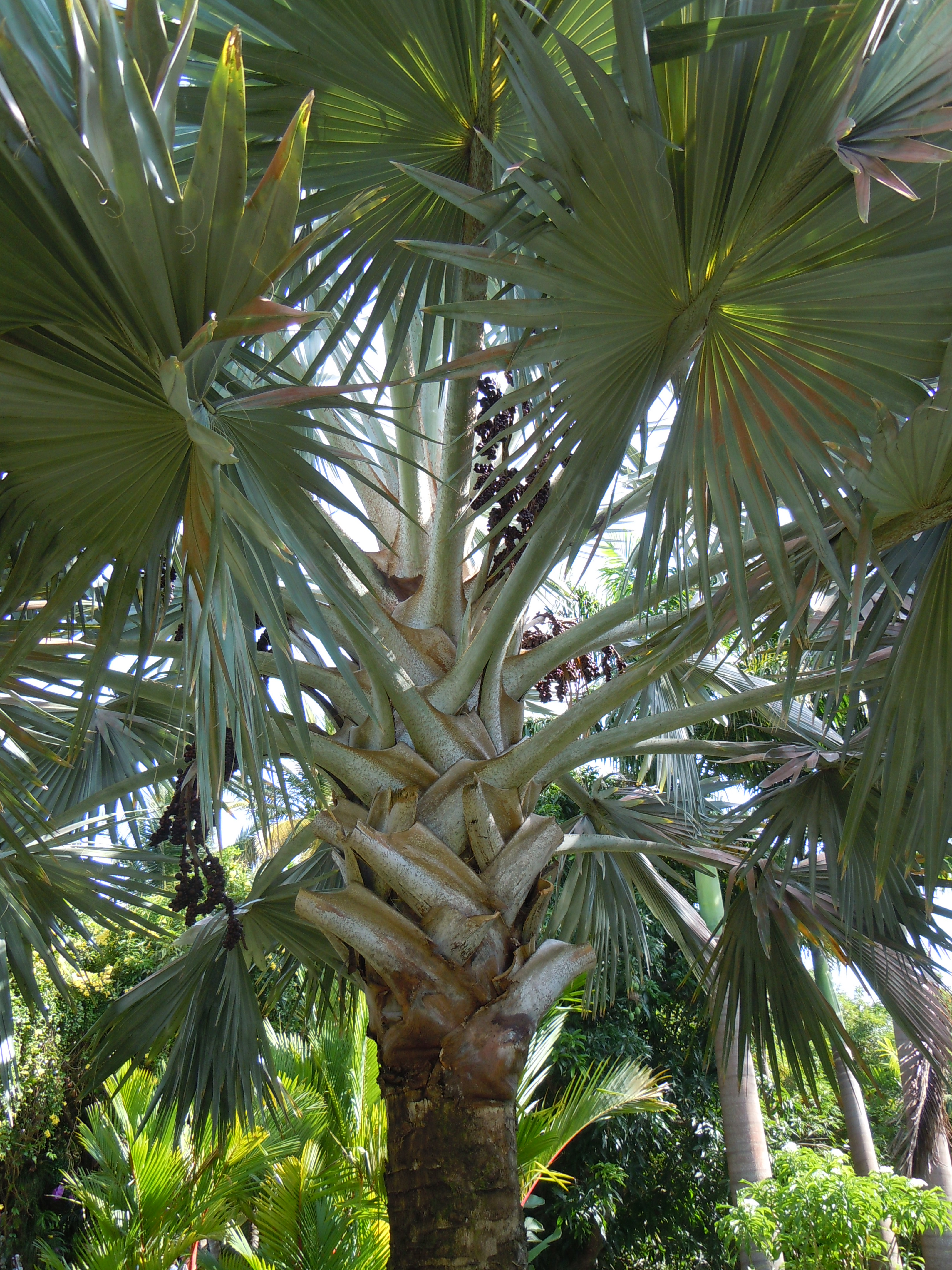
Bismarckia nobilis
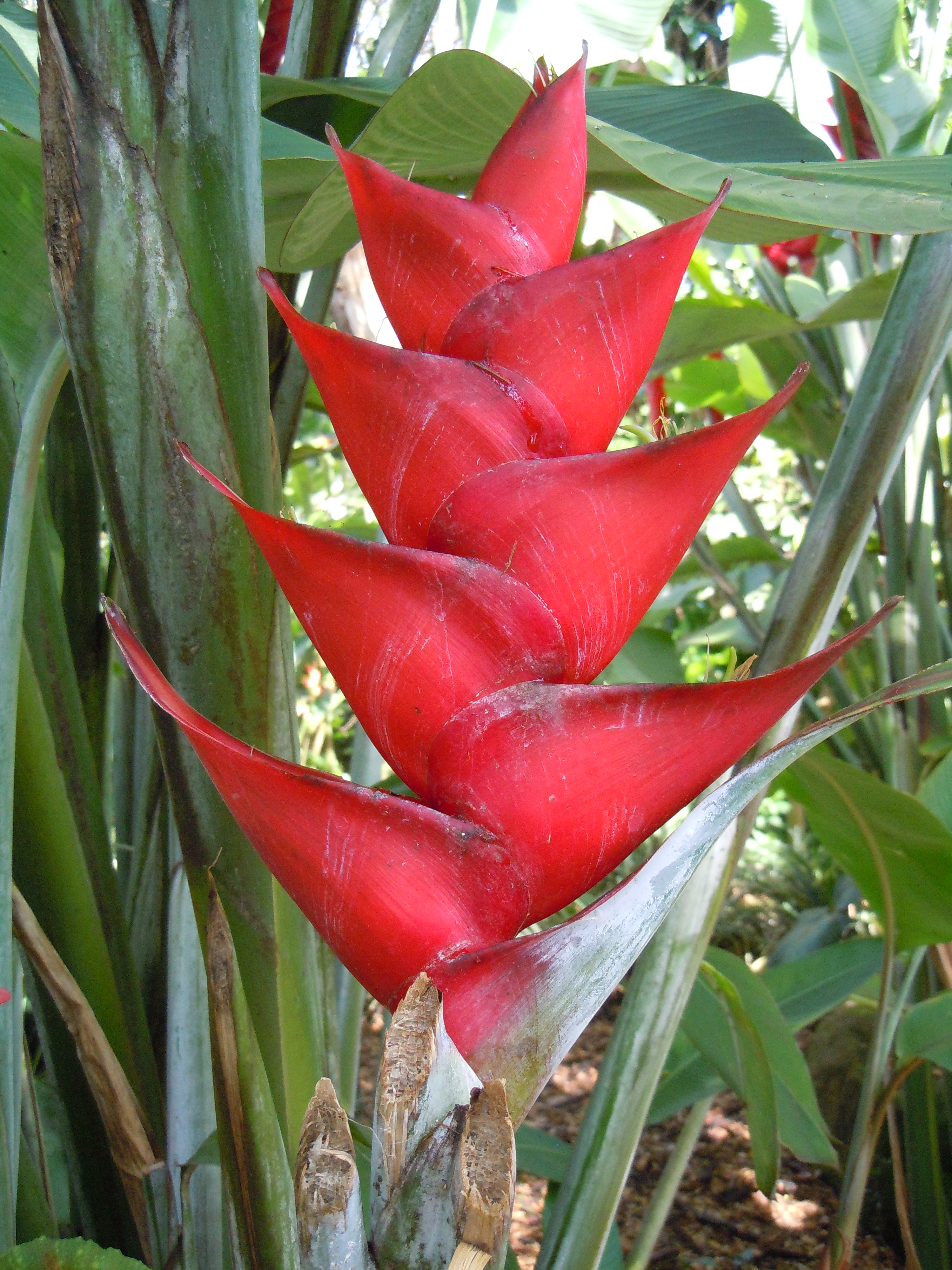
Heliconia caribaea
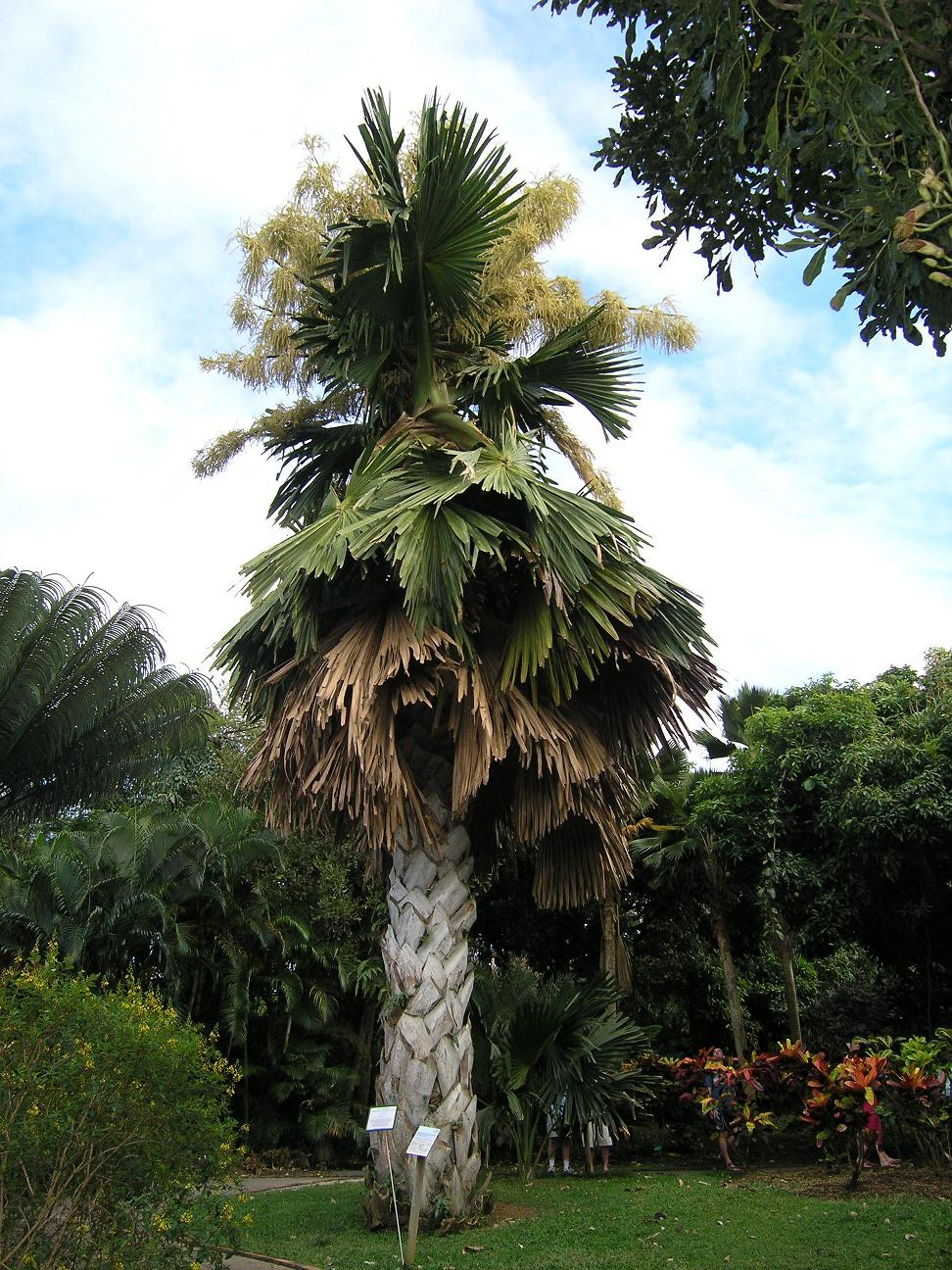
Corypha umbraculifera
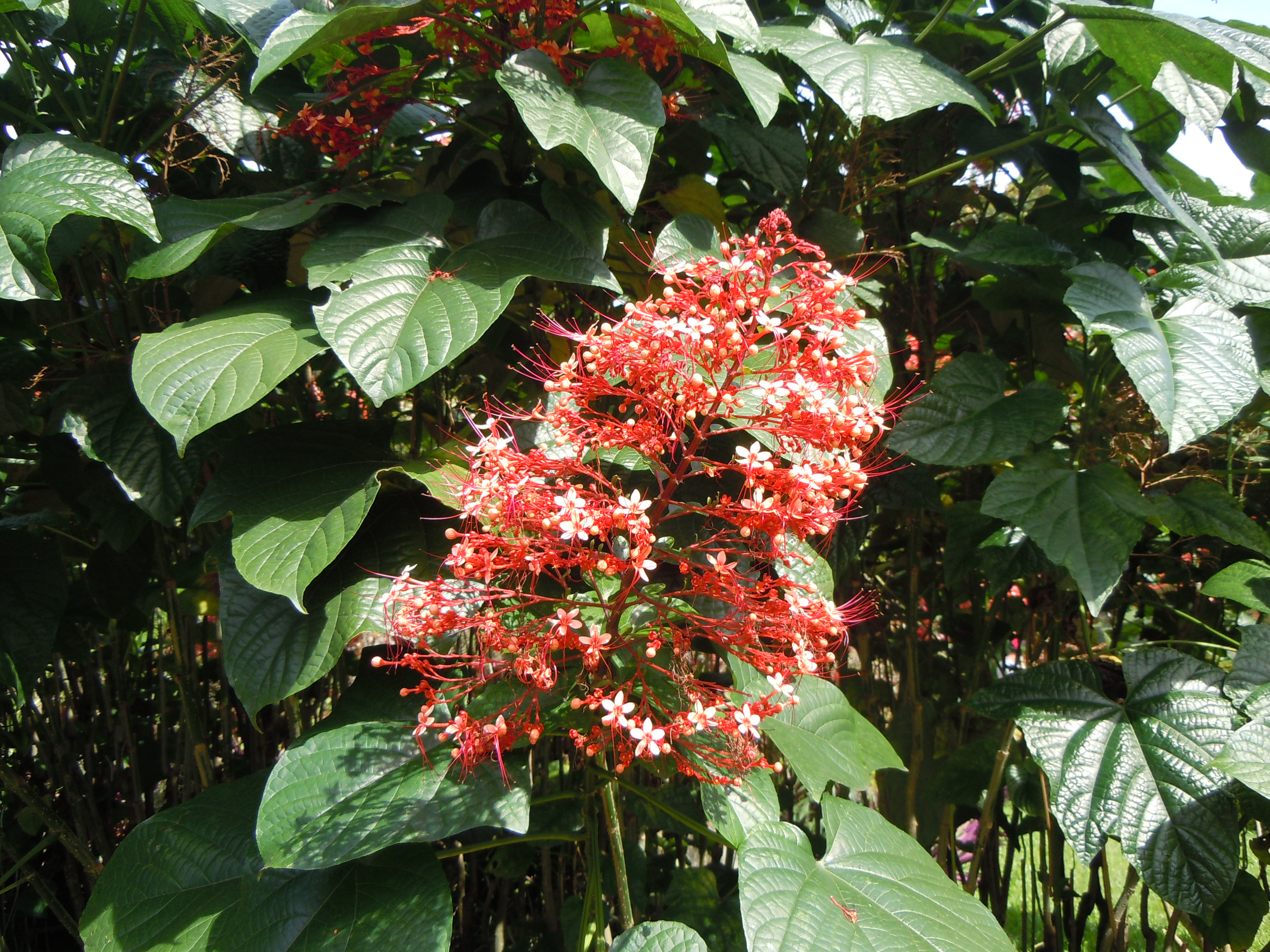
Clerodendrum paniculatum